# Хандруп
Хандруп (нем. Handrup) — община в Германии, в земле Нижняя Саксония.
Входит в состав района Эмсланд. Подчиняется управлению Ленгерих. Население составляет 879 человек (на 31 декабря 2010 года). Занимает площадь 14,6 км².

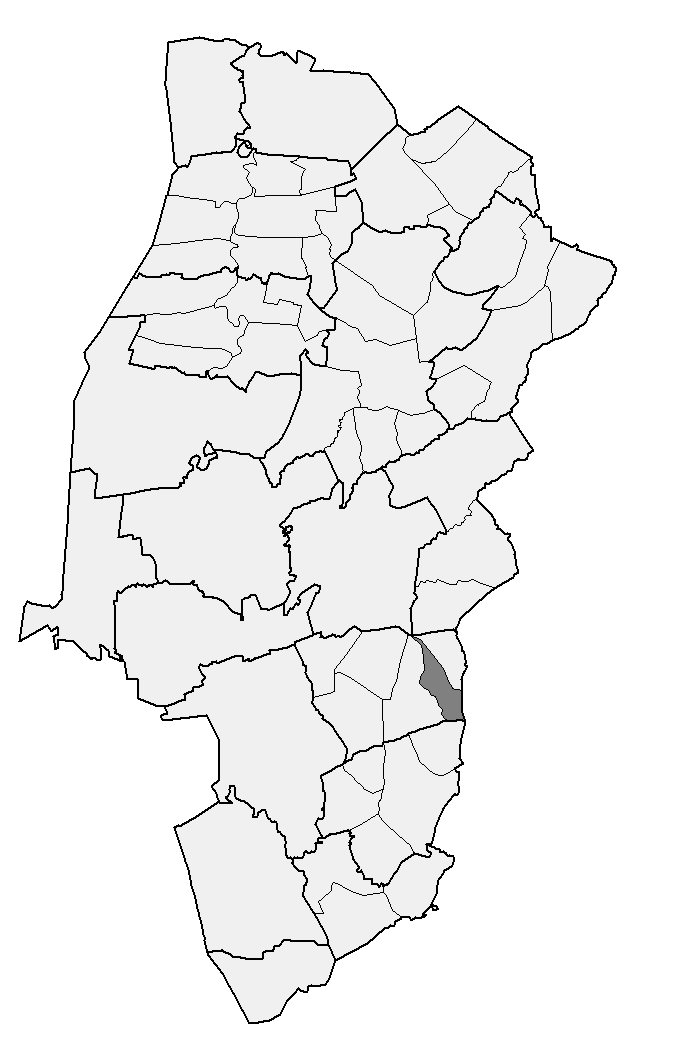
Хандруп